# Johan Filipsson (Aspenäsätten)
Johan Filipsson, död 20 augusti 1280 (avrättad), var en svensk riddare, storman och folkunge från Östergötland. 

## Biografi
Johan Filipsson var sannolikt son till Filip Birgersson (Aspenäsätten) och Cecilia Knutsdotter (Bjälboätten). Han är omnämnd, då redan riddare, för första gången år 1272 i ett gåvobrev utfärdat av kung Valdemar Birgersson. Han kallas ibland i litteratur från på 1700- och 1800-talet för "Johan Filipsson Blå", på grund av ett antaget men ej bevisat släktskap med den mytiske Joar Blå och den av historiker konstruerade, men inte i källor belagda, Blåätten.
Johan Filipsson hamnade först i delo med kung Valdemar Birgersson, förlikade sig med honom med hjälp av danske kungen, men hjälpte senare Valdemars bror Magnus Ladulås till tronen. Han var delaktig i Folkungaupproret och fängslades därför av Magnus Ladulås på Gälakvist borg i Skara, och avrättades efter räfst vid Stortorget, Stockholm. 

### Familj
Johan Filipsson var gift med Ingeborg Svantepolksdotter, dotter till lagmannen Svantepolk Knutsson och troligen Brigitta Sunesdotter. De fick tillsammans barnen riddaren, risrådet, lagmannen, drots Knut Jonsson (Aspenäsätten) och troligen Birgitta Jonsdotter som var gift med riddaren, riksrådet Peter Ragvaldsson (tre rosor).